# الحركة الديمقراطية المتحدة (كينيا)
الحركة الديمقراطية المتحدة هي حزب سياسي تأسس في عام 1999 من قبل سياسيين كانوا في ذلك الوقت يعتبرون منشقين عن الحزب الحاكم آنذاك الاتحاد الوطني الأفريقي الكيني  ولكن تم رفض تسجيلهم من قبل رئيس الدولة آنذاك دانيال آراب موي، وقد ذهب معظم قادتها آنذاك إلى أحزاب أخرى بحلول موعد الانتخابات العامة لعام 2002.

## الانتخابات العامة 2007
تحالف الحزب مع الحركة الديمقراطية البرتقالية في دعم ترشيح رايلا أودينجا لمنصب رئيس كينيا، وقدم العديد من المرشحين في الانتخابات البرلمانية. وكان أبرز عضو في البرلمان هيلين سامبيلي التي شغلت منصب وزيرة تعاون شرق إفريقيا في الحكومة الائتلافية الكبرى في كينيا. تعرض الحزب لفترة وجيزة لصراع على القيادة حيث حاول أعضاء البرلمان من حزب الحركة الديمقراطية البرتقالي المتحالف مع ويليام روتو السيطرة على الحزب لاستخدامه كمنصة لهم في انتخابات عام 2012. ومع ذلك، بعد مقاومة من القيادة الحالية، اختار روتو وحلفاؤه تشكيل الحزب الجمهوري المتحد. في ديسمبر 2012، كان الحزب جزءًا من تحالف قصير الأمد لأربعة أحزاب، بما في ذلك حزب الرؤية الوطنية، المنتدى الجديد لاستعادة الديمقراطية والاتحاد الوطني الأفريقي الكيني لتقديم مرشح رئاسي واحد في الانتخابات العامة لعام 2013،  قبل أن يستقر أخيرًا على الانضمام إلى الائتلاف للإصلاحات والديمقراطية.

## الانتخابات العامة الكينية 2017
في عام 2016، تم الكشف عن المدير السابق للنيابات العامة في كينيا فيليب مورغور كمرشح رئاسي للحركة الديمقراطية المتحدة في نيروبي للانتخابات العامة في أغسطس 2017.